# Helina bicolorata
Helina bicolorata är en tvåvingeart som först beskrevs av Malloch 1919.  Helina bicolorata ingår i släktet Helina och familjen husflugor. Inga underarter finns listade i Catalogue of Life.